# Lump of Sugar
Lump of Sugar (ランプ オブ シュガー Ranpu obu Shugā?) es una compañía japonesa especializada en novelas visuales para adultos. Fundada en abril de 2005, su primer juego, Nursery Rhyme fue lanzado más tarde ese mismo año. Su tercer trabajo, Tayutama: Kiss on my Deity, fue lanzado en 2008, y fue adaptado más adelante en un anime y un manga.

## Lump of Sugar Radiodifusión
Es un programa de radio por internet, que comenzó a transmitirse el 13 de septiembre de 2007 y es patrocinado por Russell y Broccoli, organizada por Hina Nakase y Hirorin, y un número de invitados también han asistido. Se encuentra actualmente en curso.

### Invitados
- Haruka Shimotsuki
- Yui Sakakibara
- Fumitake Moekibara
- Kicco
- Noriko Rikimaru
- Yui Ogura
- Keito Mizukiri
- Kota Oshita
- Riko Korie

## Obras
- Nursery Rhyme
- Itsuka, Todoku, Ano Sora ni.
- Tayutama: Kiss on my Deity
- Tayutama: It's happy days
- Prism Rhythm
- Hello, Good-bye
- Diamic Days
- Gaku Ou: The Royal Seven Stars
- Gaku Ou: It's Heartful Days!!
- Hanairo Heptagram
- Magical Charming!
- Sekai to Sekai no Mannaka de